# Chico Unicornio
Chico Unicornio es un músico, compositor, DJ, artista plástico, productor y multinstrumentista, nació en Lima, Perú. Está posicionado como una de las propuestas independientes de mayor resonancia en el extranjero.

## Biografía

### 2011
Chico unicornio fue seleccionado en el 2011 para participar de la Red Bull Music Academy realizada ese año en Madrid.
Asimismo participó de la fecha "The Tomorrow People" realizada en el Espacio Trapezio y de "Sound In Colour" realizada en el Palacio de Cibeles, en Madrid.
Los primeros videos fueron dirigidos por Mario Silvania, el fundador del dúo Silvania y Ciëlo.

### 2012
En enero el diario The Guardian, a razón del Music Alliance Pact, lo destaca y recomienda "The music that this young man makes is new to our local sound, giving it a freshness and novelty"
En mayo participa de un compilatorio distribuido por las tiendas Starbucks en Perú y curado por el blog musical "Rock en Las Américas"
A mediados del 2012 fue invitado a participar en el Festival Sónar de Barcelona, uno de los festivales de música electrónica y arte multimedia más prestigiosos de Europa. En el cartel figuraban New Order, Fatboy Slim, Friendly Fires, Lana del Rey, Modeselektor, James Blake, Totally Enormous Extinct Dinosaurs, Flying Lotus, entre otros.
En Barcelona graba una canción nueva llamada "Barceloneta" junto al productor Thompson, el video filmado por el artista visual Paulo Pinto será mencionado al final del año entre los mejores del 2012 por la web Club Fonograma.
En diciembre visita por primera vez Guayaquil, Ecuador para participar del festival "Al Fin" organizado por el sello Curaludorum.

### 2013
En enero Wikileaks menciona vía Twitter el video de la canción "Assange y San Martín" elogiándola.
A mediados del 2013 viaja a Buenos Aires donde comparte line-up con Alan Palomo, líder de la banda de chillwave Neon Indian, en Niceto Club.
En noviembre el proyecto es elegido por el diario español “El País” como una de las promesas de la música latinoamericana para el año 2014. En una lista titulada “Cinco promesas latinoamericanas”, el sonido de Chico Unicornio es calificado de estar "a un paso del pop radiante orientado a la pista de baile y a otro del folk espacial"

### 2014
Viajó por primera vez a Santiago de Chile participando en el Festival Neutral del Sello Quemasucabeza
En abril comparte line-up con el productor americano Machinedrum en el ciclo "High on the Roof"
En mayo empiezan las grabaciones del nuevo álbum en el estudio de Dee Dee Ramone en Zona Sur, Buenos Aires.
En julio desde la web musical Club Fonograma se estrena el nuevo video "Ahora Te Puedes Marchar" (Luis Miguel Cover) dirigido por la chilena Andrea Guzmán baterista y nueva integrante de la banda, el cual tuvo una repercusión sin precedentes siendo nombrado en las webs musicales internacionales más prestigiosas y difundidas del momento.
En septiembre MTV Iggy publica un artículo titulado "Chico Unicornio Redefines Pop Music" asimismo lo selecciona para participar del concurso "Artist of The Week" por votación del público, concurso en el que sale ganador.
En octubre comparte line-up con Seun Kuti + Egypt 80, el hijo del padre del Afrobeat, Fela Kuti.
La bajista Lorina Margarina ingresa a la banda y su debut será el 10 de octubre en el marco del Turdera Fest Deluxe del sello argentino Triple R.
En noviembre tocan por primera vez en Montevideo al lado de las bandas Los Zalvajes y O'neill del sello Nikikinki Records llegando a Uruguay durante las elecciones presidenciales y el retiro del poder de Pepe Mujica.
El último show en Buenos Aires lo darán el 18 de diciembre junto a los proyectos Antolín y Badmanu.
El 24 de diciembre lanzan la canción "Deserción Escolar El Día De Navidad" La cual formó parte del playlist navideño del blog musical Noisey.

### 2015
En enero de 2015 Chico Unicornio vuelve a Lima, Perú después de un año y medio de haber estado en el extranjero, reencontrándose con el recambio generacional y nuevos aires culturales. Su regreso musical se formaliza el 7 de febrero de 2015 al participar en el Festival "King Kong" organizado por el sello Plastilina Records. Así mismo participa del "Festival Infinito 5" (Feria de Fanzines)
En febrero luego de la salida de Lorina Margarina, ingresa a la banda Romina Unicornio quién completará la gira peruana en el bajo. Por primera vez se presentarán en vivo en formato banda en distintas provincias de Perú como: Ayacucho "Festival Taky Unquy", Cajamarca, Chiclayo y Trujillo "Salón Dadá"
En el mes de mayo vuelve a Buenos Aires a terminar de grabar las canciones del nuevo disco en el studio Dee Dee Ramone además continúa trabajando los detalles finales de las mismas de la mano del productor argentino Jean Deon y en los estudios Moloko Vellocet con la ayuda de El Peta.
El sábado 11 de julio el programa "La Hora Pulenta" de Radio Nacional Rock (Buenos Aires, Argentina) los invita a tocar al aire en formación banda. Durante la presentación tocan temas inéditos y presentan oficialmente "Fifa" una canción escrita sobre la Copa América Chile 2015.
En el mes de agosto Chico Unicornio emprende la preparación de su primera muestra de arte titulada "Printin' Demos" La cual debutará en Lima, el día viernes 18 de septiembre en la galería "Espacio Los Únicos".
El sello Plastilina Récords de Perú publicó el 2 de octubre "Contemplaciones: Homenaje iberoamericano a Jeanette", un disco con veintitrés versiones de la cantante hispano-británica. El primer sencillo promocional fue la versión de "Si Te vas, Te Vas" por Chico Unicornio, el cual se estrenó en la web española "Rockdelux" y cuyo video fue dirigido por Sofía Bedoya.
Converse Rubber Tracks  anuncia mundialmente la lista de ganadores aspirantes al premio de grabación musical en legendarios estudios como el Abbey Road o Sunset Sound. Entre 9000 participantes Chico Unicornio fue seleccionado para ir a grabar a Río de Janeiro, Brasil en el estudio "Toca Do Bandido" donde en un tiempo de dos días logra registrar cuatro canciones.
El Festival de diseño más grande del mundo "Trimarchi" realizado en Mar del Plata, Argentina, lo invita a realizar un DJ Set el sábado 26 de septiembre! Así mismo Chico Unicornio interviene a los espectadores y asistentes haciéndolos partícipes de fotografías relacionadas con su muestra "Printin' Demos"
Al volver a Lima, en el corto tiempo de dos semanas, comienza la preparación de un nuevo EP titulado "Toma Chicha y Baila" cuyo primer sencillo y video promocional fue estrenado oficialmente por la web musical Noisey de Vice! El video fue dirigido por el fotógrafo Aníbal Tafur y contó con la participación de Fátima Foronda como Fato Unicornio. Los tracks fueron grabados de la mano del productor Qapac.
En el mes de noviembre gracias a la invitación de la galería Lira, viaja a Santiago de Chile a propósito de la muestra de pinturas Printin Demos. Asimismo participa del festival MAGMA en Valparaíso, donde presenta el sencillo Chinatown. La web chilena Super 45 publica un artículo al respecto.
En el mes de diciembre es invitado a tocar a Bariloche, Argentina en el club Patanuk. Entonces decide viaja a Puerto Montt y de allí atravesar la frontera argentina. Estando allá recorre la ciudad, la costa, el puerto y piensa en crear una versión propia del clásico "Puerto Montt" de Los Iracundos.

### 2016
En febrero es invitado a realizar un DJ Set en el marco del RBMA Bass Camp en Santiago de Chile.
En abril presenta un nuevo sencillo tropical llamado "Capri Style" La web musical Noisey de México escribe un artículo al respecto. El video es dirigido por la artista plástica Daggiana Madrid. 
En mayo de la mano del sello Cernícalo viaja por primera vez a São Paulo, Brasil a participar del Festival SESCSP, Virada Cultural. Durante el viaje se entera de la desactivación del Ministerio de Cultura de Brasil (MinC) y hace una canción en protesta a esta arbitraria decisión tomada por el nuevo presidente Michel Temer. A los pocos días el MinC vuelve a ser reactivado.
En julio es invitado a tocar en el Festival Rock al Parque en Bogotá, Colombia. Uno de los festivales más importantes de Sudamérica. Su participación se da en la tarima electrónica Red Bull.
Por 28 de julio, el día patrio de Perú, presenta un video dedicado al terrorismo, a las víctimas y héroes de esa guerra civil. Noisey reseña el proyecto ¡Viva la Memoria!

### 2017
Chico Unicornio gana la convocatoria de arte y expo del festival de diseño argentino "Trimarchi" Además participa musicalmente realizando 2 shows electrónicos en Mar del Plata en el marco del mismo festival. Asimismo Trimarchi publica un compilatorio musical en vinilo que incluye la canción "Barceloneta".
Chico Unicornio es invitado por el Festival Selvámonos y por Red Bull para realizar un DJ Set por primera vez en Oxapampa, la selva alta de Perú.

### 2018
Chico Unicornio decide viajar a Cusco, el ombligo del mundo, para exponer en La Casa de la Cultura una serie de pinturas nuevas e inéditas, tocar un recital acústico y realizar un show electrónico tropical.
Es a partir de allí que comienza a mostrar el nuevo sonido tropical de sus DJ Sets llenos de new cumbia amazónica, chichadelic y tropicalismo alrededor de la capital inka.
El sábado 21 de abril Chico Unicornio fue invitado para musicalizar la muestra "Des-Bordes" (Arte popular y gráfica chicha) curada por Alfredo Villar y presentada en la feria ArtLima en el stand del Ministerio de Cultura del Perú.
El día viernes 11 de mayo vuelve a Cusco para participar del festival "Rica Chicha" iniciativa creada por la hija de Jaime Moreyra, fundador icónico de la legendaria banda peruana Los Shapis. En aquella oportunidad comparte nuevamente escenario con su gran amigo y cómplice ALQSBS aka Pawkarmayta. Asimismo conoce por primera vez al productor Tribilin Sound." 
El 5 de junio Chico Unicornio viaja a conocer la selva de Cusco, Quillabamba. A su regreso en Cusco participa junto a DVRP (Animal Chuki) y ALQSBS en una fiesta global bass realizada en el club "El Huarique".
El 12 de julio junto a Aníbal Tafur, el director de "Toma Chicha", deciden viajar rumbo a Tarapoto y Moyobamba en la selva de Perú a filmar el videoclip de la canción "El Dorado".
El 1 de agosto Chico Unicornio decide mudarse a Cusco para adentrarse en el estudio de la cultura inka. Asimismo musicaliza por primera vez el legendario templo Qorikancha o centro del mundo. Lugar donde trabajará, por más de año y medio, ambientando musicalmente las muestras artísticas que allí se exponen. La musicalización se creará de la mano del artista expositor priorizando los géneros andean beat, space cumbia, neo-folk y el rescate de piezas musicales perdidas. El ciclo de fiestas entre Urubamba y Cusco continuará y en los meses siguientes las exposiciones que musicaliza en el Qorikancha o templo del sol son las siguientes: "Mutatis Mundanis" "La hora del Café" la muestra neo-andina "Tala" de la artista chilena Isabel Santibañez, "QELLQA" de Edwin Chávez, "Ari(Sí)MamaPacha" de Ariana Macedo, "Predicarte 2018", entre otras.
El 28 de agosto cumple una residencia en Urubamba, el valle de los inkas y empieza a producir canciones nuevas. Asimismo participa de "La fiesta Zizek" realizada en Urubamba junto a ALQSBS y el fundador de ZZK records, Grant C. Dull aka "El G".

## Discografía

### EP's
- "Triángulo" (2011)
- "Plaza Matadero" (RBMA) (2011)
- "Bahía" (2013)
- "Toma Chicha"

## Videografía
El Dorado